# جک لولین دیویس
جان لولین دیویس (انگلیسی: John Llewelyn Davies؛ زاده ۱۱ سپتامبر ۱۸۹۴ - درگذشتۀ ۱۷ سپتامبر ۱۹۵۹) دومین پسر بزرگ لولین دیویس بود که با خالق پیتر پن، جی. ام. بری، دوست شد و یکی از الهام‌بخش‌های شخصیت‌های پسر در داستان پیتر پن بود. او در طول جنگ جهانی اول در نیروی دریایی سلطنتی خدمت کرد. او پسر عموی نویسندۀ انگلیسی دافنه دوموریه بود.